# Camboja nos Jogos Olímpicos de Verão de 2012
A Camboja competiu nos Jogos Olímpicos de Verão de 2012, que aconteceram na cidade de Londres, no Reino Unido, de 27 de julho até 12 de agosto de 2012.

## Desempenho

### Natação
Masculino
| Atletas         | Evento     | Eliminatórias | Eliminatórias | Semifinal   | Semifinal   | Final       | Final       |
| Atletas         | Evento     | Tempo         | Posição       | Tempo       | Posição     | Tempo       | Posição     |
| --------------- | ---------- | ------------- | ------------- | ----------- | ----------- | ----------- | ----------- |
| Ponloeu Hemthon | 50 m livre | 27s03         | 48º           | Não avançou | Não avançou | Não avançou | Não avançou |

Feminino
| Atletas        | Evento     | Eliminatórias | Eliminatórias | Semifinal   | Semifinal   | Final       | Final       |
| Atletas        | Evento     | Tempo         | Posição       | Tempo       | Posição     | Tempo       | Posição     |
| -------------- | ---------- | ------------- | ------------- | ----------- | ----------- | ----------- | ----------- |
| Hemthon Vitiny | 50 m livre | 30s44         | 57º           | Não avançou | Não avançou | Não avançou | Não avançou |